# Gran Premi de Gran Bretanya del 2016
El Gran Premi de Gran Bretanya de Fórmula 1 de la temporada 2016 es va disputar al Circuit de Silverstone, del 8 al 10 de juliol del 2016.

## Resultats de la qualificació
| Pos                  | No | Pilot             | Constructor               | Part 1      | Part 2   | Part 3   | Sortida |
| -------------------- | -- | ----------------- | ------------------------- | ----------- | -------- | -------- | ------- |
| 1                    | 44 | Lewis Hamilton    | Mercedes                  | 1:30.739    | 1:29.243 | 1:29.287 | 1       |
| 2                    | 6  | Nico Rosberg      | Mercedes                  | 1:30.724    | 1:29.970 | 1:29.606 | 2       |
| 3                    | 33 | Max Verstappen    | Red Bull Racing-TAG Heuer | 1:31.305    | 1:30.697 | 1:30.313 | 3       |
| 4                    | 3  | Daniel Ricciardo  | Red Bull Racing-TAG Heuer | 1:31.684    | 1:31.319 | 1:30.618 | 4       |
| 5                    | 7  | Kimi Räikkönen    | Ferrari                   | 1:31.326    | 1:31.385 | 1:30.881 | 5       |
| 6                    | 5  | Sebastian Vettel  | Ferrari                   | 1:31.606    | 1:30.711 | 1:31.490 | 111     |
| 7                    | 77 | Valtteri Bottas   | Williams-Mercedes         | 1:31.913    | 1:31.478 | 1:31.557 | 6       |
| 8                    | 55 | Carlos Sainz Jr.  | Toro Rosso-Ferrari        | 1:32.115    | 1:31.708 | 1:31.989 | 7       |
| 9                    | 27 | Nico Hülkenberg   | Force India-Mercedes      | 1:32.349    | 1:31.770 | 1:32.172 | 8       |
| 10                   | 14 | Fernando Alonso   | McLaren-Honda             | 1:32.281    | 1:31.740 | 1:32.343 | 9       |
| 11                   | 11 | Sergio Pérez      | Force India-Mercedes      | 1:32.336    | 1:31.875 |          | 10      |
| 12                   | 19 | Felipe Massa      | Williams-Mercedes         | 1:32.146    | 1:32.002 |          | 12      |
| 13                   | 8  | Romain Grosjean   | Haas-Ferrari              | 1:32.283    | 1:32.050 |          | 13      |
| 14                   | 21 | Esteban Gutiérrez | Haas-Ferrari              | 1:32.237    | 1:32.241 |          | 14      |
| 15                   | 26 | Daniil Kvyat      | Toro Rosso-Ferrari        | 1:32.553    | 1:32.306 |          | 15      |
| 16                   | 20 | Kevin Magnussen   | Renault                   | 1:32.729    | 1:37.060 |          | 16      |
| 17                   | 22 | Jenson Button     | McLaren-Honda             | 1:32.788    |          |          | 17      |
| 18                   | 30 | Jolyon Palmer     | Renault                   | 1:32.905    |          |          | 18      |
| 19                   | 88 | Rio Haryanto      | MRT-Mercedes              | 1:33.098    |          |          | 19      |
| 20                   | 94 | Pascal Wehrlein   | MRT-Mercedes              | 1:33.151    |          |          | 20      |
| 21                   | 12 | Felipe Nasr       | Sauber-Ferrari            | 1:33.544    |          |          | 21      |
| 107% temps: 1:37.074 |    |                   |                           |             |          |          |         |
| —                    | 9  | Marcus Ericsson   | Sauber-Ferrari            | Sense temps |          |          | PL2     |
| Font:                |    |                   |                           |             |          |          |         |

Notes
- ^1  — Sebastian Vettel va rebre una penalització de 5 llocs a la grella de sortida per substituir la caixa de canvis.[1][2]
- ^2  — Marcus Ericsson no va prendre part de la qualificació per un accident als entrenaments lliures.[1] Tot i això els comissaris li van permetre prendre la sortida[3] des del pit lane.[2]

## Resultats de la Cursa
| Pos   | No | Pilot             | Constructor               | Voltes | Temps / Retirada   | Pos.Sortida | Punts |
| ----- | -- | ----------------- | ------------------------- | ------ | ------------------ | ----------- | ----- |
| 1     | 44 | Lewis Hamilton    | Mercedes                  | 52     | 1h 34: 55. 831     | 1           | 25    |
| 2     | 33 | Max Verstappen    | Red Bull Racing-TAG Heuer | 52     | +8.250 s           | 3           | 18    |
| 3     | 6  | Nico Rosberg      | Mercedes                  | 52     | +16.911 s1         | 2           | 15    |
| 4     | 3  | Daniel Ricciardo  | Red Bull Racing-TAG Heuer | 52     | +26.211 s          | 4           | 12    |
| 5     | 7  | Kimi Räikkönen    | Ferrari                   | 52     | +1:09.743 min.     | 5           | 10    |
| 6     | 11 | Sergio Pérez      | Force India-Mercedes      | 52     | +1:16.941 min.     | 10          | 8     |
| 7     | 27 | Nico Hülkenberg   | Force India-Mercedes      | 52     | +1:17.712 min.     | 8           | 6     |
| 8     | 55 | Carlos Sainz Jr.  | Toro Rosso-Ferrari        | 52     | +1.25.858 min.     | 7           | 4     |
| 9     | 5  | Sebastian Vettel  | Ferrari                   | 52     | +1:31.654 min.2    | 11          | 2     |
| 10    | 26 | Daniil Kvyat      | Toro Rosso-Ferrari        | 52     | +1:32.600 min.     | 15          | 1     |
| 11    | 19 | Felipe Massa      | Williams-Mercedes         | 51     | +1 Volta           | 12          |       |
| 12    | 22 | Jenson Button     | McLaren-Honda             | 51     | +1 Volta           | 17          |       |
| 13    | 14 | Fernando Alonso   | McLaren-Honda             | 51     | +1 Volta           | 9           |       |
| 14    | 77 | Valtteri Bottas   | Williams-Mercedes         | 51     | +1 Volta           | 6           |       |
| 15    | 12 | Felipe Nasr       | Sauber-Ferrari            | 51     | +1 Volta           | 21          |       |
| 16    | 21 | Esteban Gutiérrez | Haas-Ferrari              | 51     | +1 Volta           | 14          |       |
| 173   | 20 | Kevin Magnussen   | Renault                   | 49     | Caixa de canvi     | 16          |       |
| Ret   | 30 | Jolyon Palmer     | Renault                   | 37     | Caixa de canvi     | 18          |       |
| Ret   | 88 | Rio Haryanto      | MRT-Mercedes              | 24     | Virolla            | 19          |       |
| Ret   | 8  | Romain Grosjean   | Haas-Ferrari              | 17     | Transmissió        | 13          |       |
| Ret   | 9  | Marcus Ericsson   | Sauber-Ferrari            | 11     | Unitat de potència | PL          |       |
| Ret   | 94 | Pascal Wehrlein   | MRT-Mercedes              | 6      | Virolla            | 20          |       |
| Font: |    |                   |                           |        |                    |             |       |

Notes
- ^1  — Nico Rosberg va acabar segon però fou penalitzat amb un temps afegit per rebre assistència il·legal per radio, baixant al tercer lloc final.[5]
- ^2  — Sebastian Vettel fou penalitzat amb uns segons 5 segons per forçar Felipe Massa fora de pista.[6]
- ^3  — Kevin Magnussen es va classificar tot i retirar-se per haver disputat el 90% de la cursa.[4]